# Mot nya tider
Mot nya tider är en svensk dramafilm från 1939 i regi av Sigurd Wallén. I huvudrollerna ses Victor Sjöström, Sigurd Wallén, Solveig Hedengran och Bengt Djurberg.

## Om filmen
Filmen producerades av Svensk Talfilm och var finansierad av LO. Den premiärvisades 25 september 1939 på biografen Saga i Karlstad. Filmfotograf var Hilmer Ekdahl och Karl-Erik Alberts.

## Rollista i urval
- Victor Sjöström - Hjalmar Branting
- Sigurd Wallén - Kalle Lundgren, målarmästare
- Bengt Djurberg - Johan Dahlberg, ingenjör
- Solveig Hedengran - Elin Ström
- Gun-Mari Kjellström - Eva, Johans och Elins dotter som liten
- Ulla Hodell - Eva som ung flicka
- Marianne Aminoff -	Eva som vuxen
- Karl Holter - Henrik Thygesen, norrman
- Georg Løkkeberg - Christian Thygesen, Henriks bror, norsk löjtnant/Helge Thygesen som vuxen
- Åke Johansson - Helge Thygesen, Christians son som barn
- Ingela Lundstedt -	Sigrid Bergström, Christian Thygesens fästmö, Helges mor
- Thor Modéen - Lindqvist
- Ingolf Schanche -	Christian Michelsen, norsk statsminister
- David Knudsen - Jørgen Løvland, norsk statsminister
- Leif Amble-Næss -	Harald Bothner, norskt statsråd
- Sigval Kvam - Edvard Hagerup Bull, norskt statsråd
- Olof Sandborg - kung Oscar II
- Karl-Magnus Thulstrup - kronprins Gustav
- Sven Bergvall - Christian Lundeberg, svensk statsminister
- Ragnar Widestedt -	Fredrik Wachtmeister, svensk utrikesminister
- Rune Carlsten - Karl Staaff
- Arne Lindblad - August Palm
- Willy Peters - Per Albin Hansson
- Carl Barcklind - Semmy Rubenson, polismästare i Stockholm
- Gösta Cederlund -	landshövding Curry Treffenberg
- Stina Ståhle - operasångerskan Christina Nilsson
- Georg Fernquist -	konditor Berns
- Hjalmar Meissner -	August Meissner
- Tord Bernheim - Hilding Nihlén, grilljannen på Berns salonger
- Carin Swensson - Hulda Malmström
- Carl Apolloff - vicomte de Soto Maior

### Ej krediterade
- Siri Olson - uppasserska på Blanchs café
- Oscar Törnblom - en bekant till Lindqvist vid bordet på Blanch
- Anna Olin - barnmorskan
- Knut Lambert - kungens sekreterare
- Emmy Albiin - en vräkt gammal kvinna
- Hugo Tranberg - byggnadsarbetare
- Helge Karlsson - byggnadsarbetare
- Axel Lagerberg - den mörkhårige mannen som lyssnar när Lundgren läser ur "Röda rummet"
- Gottfrid Holde - den vithårige mannen som lyssnar när Lundgren läser ur "Röda rummet"
- Knut Frankman - hovmästaren på Blanch
- Hanny Schedin - Stina, barnjungfrun
- Gunnar Björnstrand - August Palms medhjälpare

## DVD
Filmen gavs ut på DVD 2005 tillsammans med dramat Han glömde henne aldrig.